# Burden of Dreams
Burden of Dreams è un documentario del 1982 diretto da Les Blank, uscito nelle sale per la prima volta il 22 settembre 1982 a New York.
In formato making-of è stato girato durante la caotica produzione del film Fitzcarraldo di Werner Herzog nelle giungle del Perù.